# Agestrata orichalca
Agestrata orichalca är en skalbaggsart som beskrevs av Carl von Linné 1769. Agestrata orichalca ingår i släktet Agestrata och familjen Cetoniidae.

## Underarter
Arten delas in i följande underarter:
- A. o. siburutensis
- A. o. viridicyanea
- A. o. sangirensis
- A. o. nigrita
- A. o. belitungana
- A. o. augusta